# 시네마토그래프

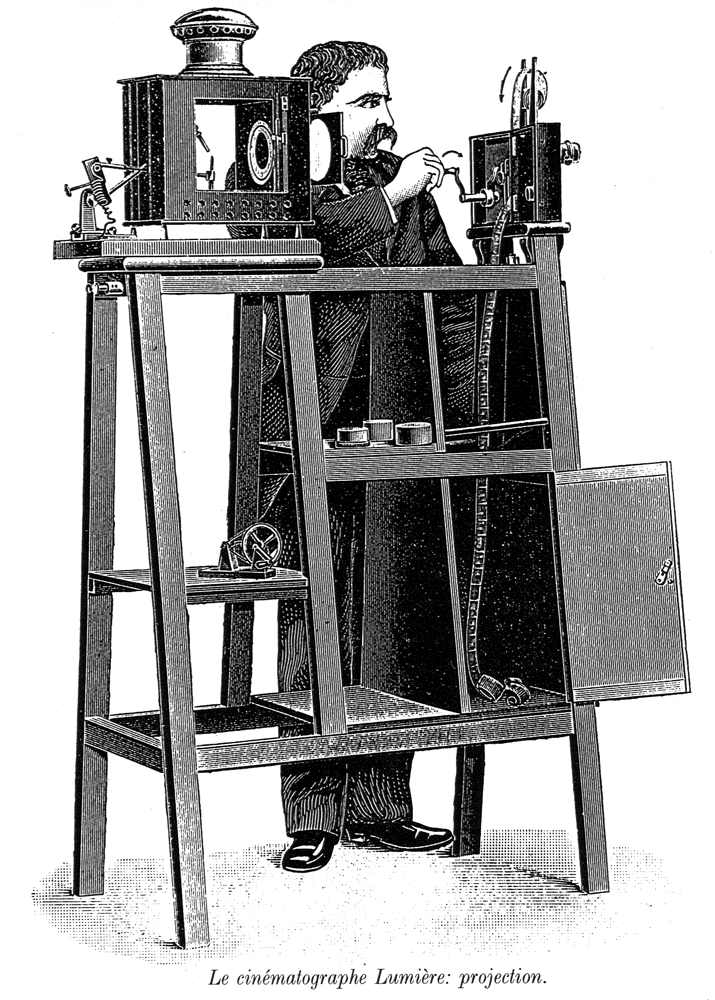
시네마토그래프.

시네마토그래프(프랑스어: Cinématographe)는 필름 카메라이면서 필름 영사기와 인화기이기도 하다. 1890년대에 발명되었다.
발명한 사람에 대해 논란이 있다. 어떤 이는 프랑스의 발명가 레옹 불리가 1892년 2월 12일에 특허를 낸 "Cinématographe Léon Bouly"라고 한다. 특허 유지료가 없어서 다음해 뤼미에르 형제의 엔지니어들이 특허를 샀다는 이야기도 있다.
그러나 널리 알려진 견해는 루이 뤼미에르가 처음 이 아이디어를 구체화했고, 뤼미에르 형제가 특허를 공유했다는 것이다. 그들은 1895년 최초의 영화 《뤼미에르 공장을 나서는 노동자들》(Sortie de l'usine Lumière de Lyon)를 만들었다. 이는 세계 최초이고 가장 오래된 영화관(cinéma)인 프랑스 남동의 라 시오따에 있는 레뎅(L'Eden 에덴)에서 1895년 9월 28일 처음 상영되었다. 최초의 상업적이고 보다 대중적인 상영은 1895년 12월 28일 파리에서, 뤼미에르 형제에 의해 개최된 상영회에서였다.
많은 버전의 시네마토그래프가 발전되었으며, 로베르 로유 에라르, 세실 레이, 죠르주 데메니, 알프레드 렌치, 뤼미에르 형제들이 기여했다.

## 같이 보기
- 한국의 무성영화
- 일렉트로타키스코프
- 키네토스코프
- 비오스코프
- 필름 포맷 목록
- 파놉티콘
- 프락시노스코프
- 비타스코프
- 주프락시스코프